# 森且行
森且行（1974年2月19日—），曾是日本男子組合SMAP的成員，於1996年5月31日退團並轉為摩托車職業賽車選手。身高183cm，血型B型。

## 來歷
- 中學時代時，與他的哥哥森久典（別名・森正行）一同寄履歷表至傑尼斯事務所，兩人皆成功加入，成為Johnny's Jr.。
- 1987年11月，加入「溜冰男子」。1988年4月，「SMAP」組成，並於1991年9月9日CD出道。
- 1996年5月，他希望自己成為賽車手，決定退出SMAP並離開傑尼斯事務所。同月舉行記者會，當天隊長中居正廣也陪同在旁。中居正廣當時也表明即使森且行退團也不會另外再找新成員替代。
- 由於森且行突然宣佈退團，事務所必須賠償已簽約廣告商。之後，傑尼斯事務所使用強硬手段要求日本各電視台，若要播放SMAP舊時六人片段，必須盡可能刪除森且行的畫面。甚至傑尼斯事務所在業界表明「森且行一開始根本不存在於SMAP！」的發言。[1]
- 近年傑尼斯事務所態度軟化，2010年We are SMAP!演唱會時，因慶祝1000萬人次入場而再重播舊演唱會片段，播放時畫面沒有刻意刪除森且行的畫面。
- 2014年7月27日放送的慈善節目27小時TV上，當五人完成長時間LIVE表演，步行回富士電視大樓時，主持人讀出由他寫給五人的信，當中剖白了對各人的感受並有提及各人對其離隊的反應，而五人亦因此感激流涕。
- SMAP時代，由於他當時的形象顏色為白色，所以直到現在他喜歡的顏色也是白色。
- 在2000年後期至2004年後期，他在賽車手中曾取最高位的S級，被外界評定為一流選手。
- 他的師父是廣瀨登喜夫。
- 現在已婚，並育有一名兒子。
- 在2000年10月，木村拓哉宣佈結婚時，他曾親自打電話慶賀。後來2001年稻垣吾郎事件中，也曾直接致電向稻垣慰問。直到現在，他在他的個人網站中，他喜歡的電視劇都是SMAP成員所拍攝的電視劇。所以他曾經說過「我雖然離開了SMAP，但仍然最接近SMAP的人。」
- SMAP中只有他沒有出演富士電視台的月9電視劇。
- SMAP時代，他曾經作為組合主音，當時木村為正主音，而他則為副主音。所以在1994年至1995年期間，部分單曲作品有木村及他的獨唱段。

## 歌唱作品

### 獨唱
1. Angel (收錄於「SMAP 001」)
2. (收錄於「SMAP 004」)
3. (收錄於「SMAP 008 TACOMAX」)